# RŽD-Baureihe ЭД2Т
Der ЭД2T (ED2T) ist ein bei der Maschinenfabrik Demichowo gebauter Triebwagen der Rossijskije schelesnyje dorogi, der speziell im Vorortverkehr eingesetzt wird. Er gehört zu einer Serie von Elektrotriebwagen für Gleichstrom-Antrieb mit Rekuperationsbremse und Länge des Kastens von 22.056 mm. Er wurde auf der Basis des Kastens der SŽD-Baureihe ЭР29 entwickelt. Ursprünglich sollte er als Reihe ЭР24 der Rīgas Vagonbūves Rūpnīca gebaut werden, ausgeführt wurde er letztendlich als Reihe ЭД2T (ED2T), wobei der Buchstabe T die Verwendung der Rekuperationsbremse bedeutet.

## Historie
Schon zum Anfang der 1980er Jahre wurde bei der Maschinenfabrik Demichowo entschieden, Triebwagen auf der Grundlage der Rīgas Vagonbūves Rūpnīca zu fertigen. Früher war das Werk spezialisiert auf die Fertigung von Schmalspurfahrzeugen. Später wurde das Werk auf die Produktion von ergänzenden Beiwagen für die Triebwagen der Rīgas Vagonbūves Rūpnīca umprofiliert. Dabei sollte die Länge des Kastens mit 21,6 m der Familie von dem ЭР29 entsprechen. Durch den Zerfall der Sowjetunion in den 1990er Jahren wurde das Werk gezwungen, auch Fahrzeuge für Gleichstrom anstatt der projektierten Reihe ЭР24 einschließlich der Motorwagen herzustellen.
Die erste Versuchseinheit, die die Serie ЭД (ED) erhielt, wurde 1993 hergestellt. Es waren Beiwagen, die für die 10-Wagen-Einheit des ЭР2T-7233 der Rīgas Vagonbūves Rūpnīca verwendet wurden. Dieses Fahrzeug wurde bis 2010 im Depot Schelesnodoroschnaja betrieben. Die Kästen des Wagens wurden im Analogie zu denen der SŽD-Baureihe ЭР29 hergestellt, sie übertrafen die Länge derer der SŽD-Baureihe ЭР2 um zwei Meter. Der Fahrgastraum der Fahrzeuge wurde gegenüber der Reihe ЭР2 geringfügig verlängert, außerdem waren die Vorräume geräumiger gestaltet und besaßen breitere Türen. Dadurch wurde die Typisierung der Fahrzeuge grundlegend geändert, was eine große Aufmerksamkeit unter den Passagieren, besonders in Spitzenzeiten, hervorrief. Später lieferte das Werk alle Fahrzeuge des Types ЭД (ED) aus, die für die Einheiten der Elektrozüge ЭР2P und ЭР2T sowie an den zukünftigen ЭД2 und ЭД4 verwendet werden sollten.
1993 wurde der erste Elektrozug mit der Bezeichnung ЭД2T.0001 hergestellt. Die Ziffer 2 wurde von allen Werken in Analogie mit der Reihe ЭР2 als Fahrzeug für Gleichstrom verwendet, der Buchstabe T bedeutete die Verwendung der Rekuperationsbremse. Zusammengestellt war der Zug aus zwei Steuer- sowie drei Beiwagen mit einer Länge von 21,5 m aus der Produktion der Maschinenfabrik Demichowo, als Motorwagen wurden fünf Wagen mit einer Länge von 19,6 m aus der Produktion der Rīgas Vagonbūves Rūpnīca verwendet, diese unterschieden sich nicht von denen des ЭР2T. Die verlängerten Kästen der Steuerwagen und deren Kabinen unterschieden sich geringfügig von denen des ЭР2 und entsprachen genau denen der SŽD-Baureihe ЭР29. Die Elektroausrüstung der Fahrzeuge stammte von dem Rigaer Elektromaschinenwerk und entsprach der Elektroausrüstung des ЭР2T. Die Überprüfung des Prototypes wurde von November bis Dezember 1993 gleichzeitig mit dem Elektrozug ЭТ2 der Waggonfabrik Twer durchgeführt. Für den Betrieb wurde dann der ЭД2T.0001 dem Depot Pererwa der Moskowskaja schelesnaja doroga für die Bedienung der Richtung nach Kursk gegeben, wobei entschieden wurde, mehrere Züge des ЭД2T zu beschaffen. Auf diese Weise entstand der ЭД2T.0002, ihn erhielt das Depot Jaroslawl - Glawni. Im Weiteren wurden je zwei Steuer- und drei Beiwagen für die Züge ЭД2T.0003 bis ЭД2T.0005 von der Maschinenfabrik Demichowo gefertigt, die Motorwagen waren vom Typ ЭР2T und wurden aus dem laufenden Betriebs-Park entnommen. Diese drei Züge wurden zuerst in das Depot Pererwa gegeben, später wurden sie auch auf anderen Eisenbahnlinien Russlands verwendet.
Bald danach stellte die Maschinenfabrik Demichowo den ersten vollständigen Elektrozug ЭД2T mit der Inventarnummer 0006 her. Alle Wagen des Zuges wurden bei ihm von der Maschinenfabrik Demichowo hergestellt und besaßen eine Kastenlänge von 21,5 m. Die Auslieferung dieses Zuges war gleichzeitig der Start der Serienproduktion der Züge ЭД2T. Die Elektroausrüstung der Züge wurde aber noch von dem Rigaer Elektromaschinenwerk hergestellt. Größtenteils wurde die Elektroausrüstung des ЭР2T mit geringfügigen Änderungen verwendet. Hauptsächlich wurde die Form des Fahrschalters verändert, er wurde in der Form eines Handrades ausgeführt. Gleichfalls wurde die Elektroausrüstung derart geändert, dass auch in Beiwagen installierte Kompressoren zugeschaltet werden konnten. Auch wurden ergänzende Schalter für die Zuschaltung von Hochspannungsverbindungen installiert.

## Schicksal der Züge
Die Mehrheit der Züge wurde dem Depot Pererwa der Moskowskaja schelesnaja doroga für die Bedienung der Richtung nach Kursk gegeben. Dort ersetzten sie die Triebwagen der SŽD-Baureihe ЭР22. Von der Maschinenfabrik Demichowo wurden insgesamt 54 Einheiten mit der unterschiedlichsten Zahl von Waggons ausgeliefert, die Einheiten erhielten die Inventarnummern 0001-0054. Von diesen Einheiten waren die Motorwagen der ersten fünf gelieferten Einheiten aus der Produktion der Rīgas Vagonbūves Rūpnīca. Zusätzlich wurden noch neun Sektionen mit der Bezeichnung 0104-0110, 1005, 1007 ergänzender Wagen geliefert, diese konnten bestehen aus Steuer-, Zwischenbeiwagen und Motorwagen, sie waren bestimmt für die Formierung von Elektrozügen auf der Grundlage einzelner Wagen. Gleichfalls wurden vier einzelne Beiwagen mit den Inventarnummern 008П (008P), 009П (009P), 015П (015P) und 016П (016P) sowie ein Motorwagen ЭД4M-2003 hergestellt. Bei der Formierung der Züge wurden ergänzende Beiwagen des ЭД verwendet und gleichfalls die Motorwagen der Züge ЭР2T aus der Produktion der Rīgas Vagonbūves Rūpnīca. Die Mehrheit der ergänzenden Wagen befinden sich im arbeitsfähigen Zustand.
Für Russland wurden die letzten Züge ЭД2T 1999 hergestellt, 2002 erfolgte noch auf Auftrag der Ukrsalisnyzja die Produktion der Sektionen 1005 und 1007, 2004 entstand noch ein ergänzender Motorwagen vom Typ ЭД4M mit der Inventarnummer 2003. Dies geschah im Zusammenhang mit dem Umstieg des Werkes auf die Produktion der RŽD-Baureihe ЭД4. Zu dieser Zeit änderte die Maschinenfabrik Demichowo auf die Auslieferung des Zuges ЭД4M mit geänderter Kabine des Lokführers und Elektroausrüstung aus Russland von der Produktion der Elektrolokomotivenfabrik Nowotscherkassk und anderer Werke um, diese Produktion wird bis in die heutige Zeit fortgeführt.